# Alfirk
Alfirk o Alphirk (β Cep / Beta Cephei / 8 Cephei) és el segon estel més brillant a la constel·lació de Cefeu. El seu nom prové de l'àrab الفرقة (Al-Firq) i significa «el ramat». S'hi troba aproximadament a 599 anys llum del sistema solar.
Alfirk és un estel calent amb una temperatura superficial de 26.700 K i tipus espectral B2IIIv. Lluix amb una lluminositat 14.600 vegades major que la del Sol i té una massa 12 vegades major que la massa solar. És una estrella Be que expulsa matèria des de la seva superfície i posseeix un camp magnètic unes 100 vegades superior al de la Terra. La seva calenta corona emet unes 2.000 vegades més radiació X que el Sol.
Alfirk (Beta Cephei) és primer que tot coneguda per ser el prototip de les variables Beta Cephei, que porten el seu nom. Aquestos són estels de tipus espectral B0 - B3 que mostren variacions de lluentor a causa de pulsacions en la seva superfície. Conegudes estrelles com Shaula (λ Scorpii), Murzim (β Canis Majoris) o α Lupi són membres d'aquesta classe. Presenten petites oscil·lacions de lluentor; així, la lluentor d'Alfirk varia entre magnitud aparent +3,16 i +3,27 en un període de 0,1905 dies (4,57 hores). A més d'aquest període principal, existeixen diversos períodes simultanis de 4,72, 4,46, 4,43, 4,88 i 4,30 hores.
Existeixen dos estels blancs tènues que formen al costat d'Alfirk un sistema estel·lar. La més propera es troba a unes 45 ua i empra uns 90 anys a completar la seva òrbita. Més allunyada, i observable amb un petit telescopi, un tercer estel completa el sistema a una distància mínima de 2.400 ua; empra almenys 30.000 anys en girar al voltant de l'estel principal.

## Futur Estel Polar
L'any 6000 EC el pol nord celeste estarà entre Alfirk i la veïna ι Cephei.